# Kebab Connection
Der Film Kebab Connection ist eine deutsch-türkische Komödie aus dem Jahr 2004. In den Hauptrollen spielen Denis Moschitto und Nora Tschirner, Regie führte Anno Saul.
Die Uraufführung erfolgte am 30. Oktober 2004 bei den Internationalen Hofer Filmtagen und der Kinostart am 21. April 2005.

## Entstehung
Fatih Akın hatte seit längerem die Idee eines ersten deutschen Kung-Fu-Films. Aus dieser entwickelte sich die ins Understatement verfremdete Story um einen Amateurfilmer aus dem Hamburger Schanzenviertel, der Werbefilmchen fürs örtliche Kino dreht, sich aber gleichzeitig als den künftigen Bruce Lee des deutschen Kinos sieht.

## Handlung
Der 21-jährige Bruce-Lee- und Jet-Li-begeisterte İbrahim, kurz İbo, aus dem Hamburger Schanzenviertel hat das Ziel, als Macher des ersten deutschen Kung-Fu-Kinofilms in die Filmgeschichte einzugehen. İbo kommt seinem Ziel näher über einen Werbespot, den er für den Dönerladen seines Onkels Ahmet dreht. Doch dieser Werbespot Für zwei Handvoll Döner, der einem höchst professionellen Kung-Fu-Film gleicht, gefällt Onkel Ahmet zunächst absolut nicht. Das Kinopublikum hingegen reagiert begeistert und strömt fortan nach den Kinovorstellungen in Ahmets Dönerladen King of Kebab. Nun hat plötzlich auch Ahmet ein Faible für die Werbespots seines Neffen und İbo sieht sich in Gedanken schon als künftigen Oscar-Preisträger.
İbos Freundin Titzi nimmt derweil an einer Aufnahmeprüfung für die Schauspielschule teil. Der Freude um İbos plötzlichen Star-Ruhm setzt sie eine ungewollte Schwangerschaft entgegen. Als der künftige Vater einige Zeit braucht, seine Vaterschaft zu verstehen und daher zunächst nicht dem Ernst der Sache angemessen reagiert, kommt es zum Bruch zwischen Titzi und Ibo.
Nicht nur, dass İbo aus der gemeinsamen Wohnung ausziehen muss, auch sein Vater verstößt ihn. Denn Vater Mehmet kann sich mit einer Deutschen als Freundin seines Sohnes gerade noch einverstanden erklären, sieht sie aber nicht als Mutter seiner Enkelkinder. Sein Enkelkind würde Papi statt Baba zu İbo sagen und kein Wort Türkisch sprechen. Der übrige, besonnenere Teil der Familie kann gegen Mehmets folgendes Wüten kaum etwas ausrichten.
Mit seinen Freunden aus Kindertagen, dem Griechen Lefty und dem Albaner Valid, setzt İbo derweil diverse erfolglose Pläne in Gang, um zumindest seine Titzi wieder für sich zu gewinnen. Der Weg zum unvermeidlichen Happy End wird hart und steinig.

## Anmerkungen

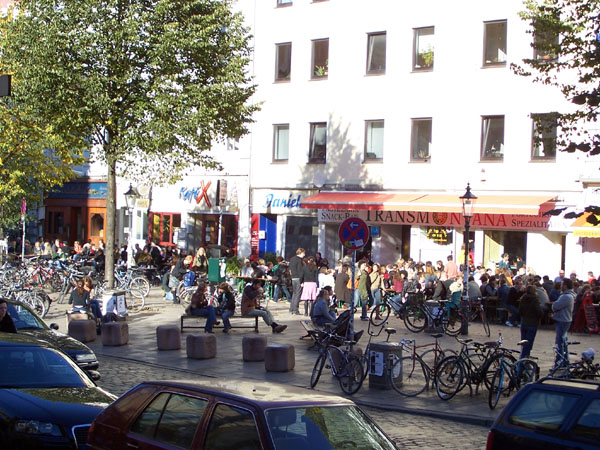
Der Film wurde an Originalschauplätzen im Hamburger Schanzenviertel gedreht

## Kritik
Die Kritik nahm den Film durchweg positiv auf: Für Marguerite Seidel „versetzt Anno Saul souverän und pointenreich das Genre der transkulturellen Komödie frei nach den ausländischen Vorbildern […] ins Deutschland von heute“. Für Stefan Lange vom Stern „gewinnt (die Story) durch das furiose Erzähltempo des Films und die Vielfalt der Charaktere“. Philipp Bühler von der Berliner Zeitung stellt heraus: „Wenn hier eine Parallelgesellschaft am Werk ist, dann ist es die einer Bande munterer Filmemacher, die mit der Realität äußerst unrealistisch umgehen: nämlich produktiv und mit Humor.“ Die taz bezeichnete Kebab Connection als „die beste Fatih-Akın-Komödie […], die Fatih Akın nicht selbst gedreht hat“ und lobt die bis in die Nebenfiguren hervorragenden Schauspieler. Der film-dienst hob dagegen besonders die Leistung der Hauptdarsteller hervor, aber auch dass die Dialoge „überraschend witzig und grotesk“ seien.

## Sonstiges
Jahre vor der Verfilmung drehte Sinan Akkus nach Motiven des Drehbuchs von Kebab Connection bereits den prämierten Kurzfilm Lassie (2002).
Der Webauftritt des Films wurde 2005 für den Grimme Online Award nominiert.